# Konzulat Republike Slovenije v Carigradu
Konzulat Republike Slovenije v Carigradu je bivše diplomatsko-konzularno predstavništvo (konzulat) Republike Slovenije s sedežem v Carigradu (Turčija); spada pod okrilje Veleposlaništvu Republike Slovenije v Turčiji.
Leta 2007 je bil povišan v Generalni konzulat Republike Slovenije v Carigradu.